# Matt Cohen (Eishockeyspieler)
Matthew „Matt“ Cohen (* 8. November 1985 in New York City, New York) ist ein ehemaliger US-amerikanischer Eishockeyspieler, der im Verlauf seiner aktiven Karriere zwischen 2003 und 2012 unter anderem über 210 Spiele in der American Hockey League (AHL) und ECHL auf der Position des Verteidigers bestritten hat. Darüber hinaus absolvierte eine Spielzeit bei den Hamburg Freezers in der Deutschen Eishockey Liga (DEL).

## Karriere
Matt Cohen begann seine Karriere als Eishockeyspieler im National Team Development Program des US-amerikanischen Eishockeyverbands USA Hockey, für das er von 2001 bis 2003 in der Juniorenliga North American Hockey League (NAHL) aktiv war. Anschließend besuchte er vier Jahre lang die Yale University, für deren Mannschaft er in der National Collegiate Athletic Association (NCAA) spielte. Gegen Ende der Saison 2006/07 gab der Verteidiger für die Trenton Titans in der ECHL sein Debüt im professionellen Eishockey. In den folgenden drei Jahren stand er parallel für die Trenton Devils – wie die Titans ab dem Sommer 2007 hießen – in der ECHL und für deren Kooperationspartner Lowell Devils in der American Hockey League (AHL) auf dem Eis.
In der Saison 2010/11 spielte Cohen bei den Hamburg Freezers aus der Deutschen Eishockey Liga (DEL), wo er jedoch im Anschluss an die Spielzeit keinen neuen Vertrag erhielt. Im folgenden Jahr lief er für die Fife Flyers in der britischen Elite Ice Hockey League (EIHL) auf, beendete jedoch im Sommer 2012 aufgrund langwieriger Verletzungsprobleme im Beckenbereich seine aktive Karriere.

### International
Für die USA nahm Cohen an der U18-Junioren-Weltmeisterschaft 2003 teil, bei der die Mannschaft den vierten Platz belegte. Bereits im Jahr zuvor hatte der Verteidiger an der World U-17 Hockey Challenge 2002 teilgenommen, die die US-Amerikaner mit dem Gewinn der Goldmedaille beendeten. Bei beiden Turnieren blieb Cohen in jeweils sechs Turnierspielen punktlos.

## Erfolge und Auszeichnungen
- 2002 Goldmedaille bei der World U-17 Hockey Challenge
- 2009 Teilnahme am ECHL All-Star Game

## Karrierestatistik

### International
Vertrat die USA bei:
- World U-17 Hockey Challenge 2002
- U18-Junioren-Weltmeisterschaft 2003

(Legende zur Spielerstatistik: Sp oder GP = absolvierte Spiele; T oder G = erzielte Tore; V oder A = erzielte Assists; Pkt oder Pts = erzielte Scorerpunkte; SM oder PIM = erhaltene Strafminuten; +/− = Plus/Minus-Bilanz; PP = erzielte Überzahltore; SH = erzielte Unterzahltore; GW = erzielte Siegtore; 1 Play-downs/Relegation; Kursiv: Statistik nicht vollständig)